# Shuffleboard

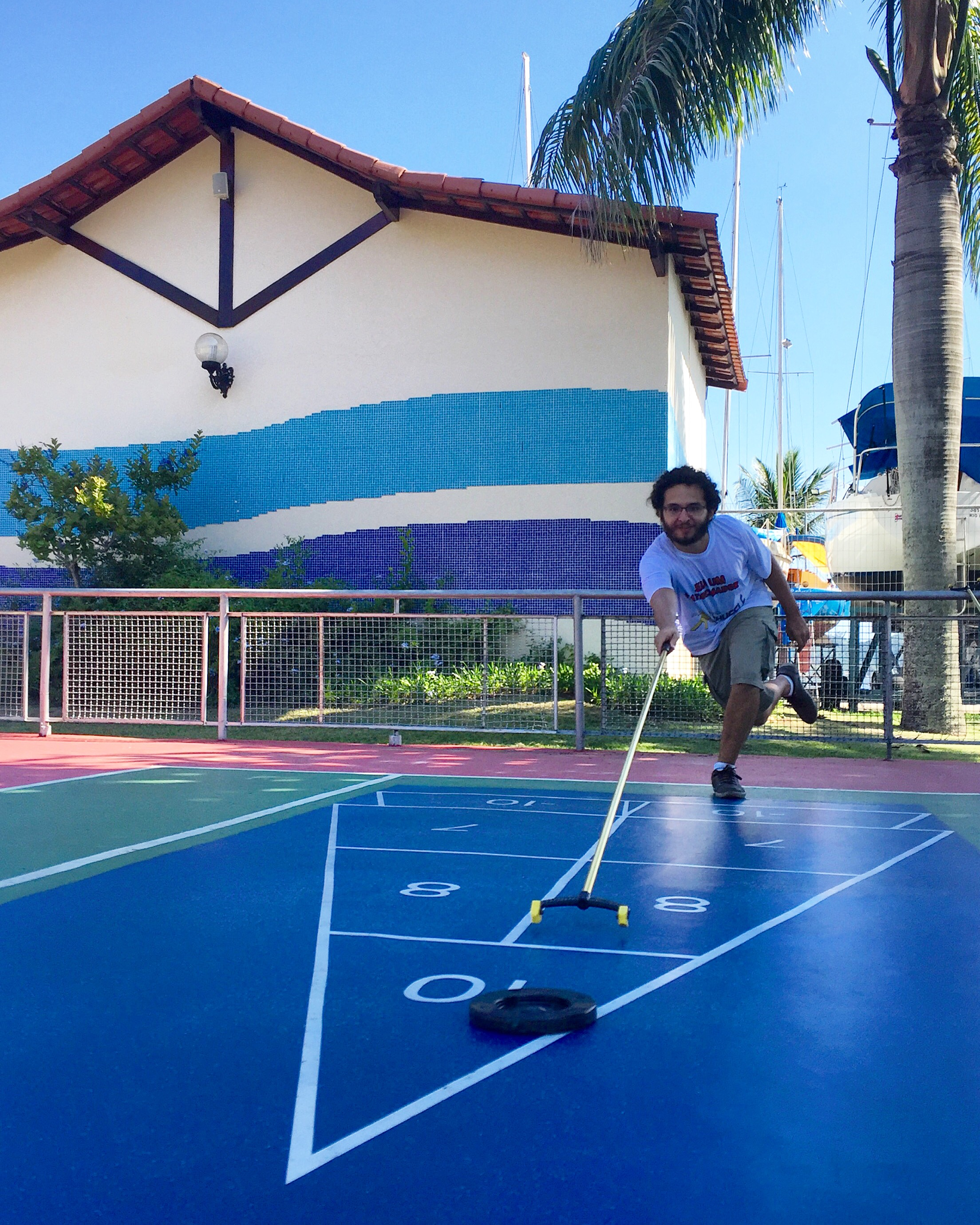
Jogador lançando disco de shuffleboard

O shuffleboard é um esporte individual de precisão e estratégia cujo objetivo principal é lançar discos, com o auxílio de um taco, de forma que deslizem ao longo de uma quadra e parem dentro da zona de pontuação triangular (com subdivisões).
Bastante encontrado em navios de cruzeiros desde o século XIX, o jogo se popularizou e se desenvolveu na Flórida a partir da década de 1920 e, mais recentemente, está retomando uma rápida expansão pelos Estados Unidos e Europa. 

## História

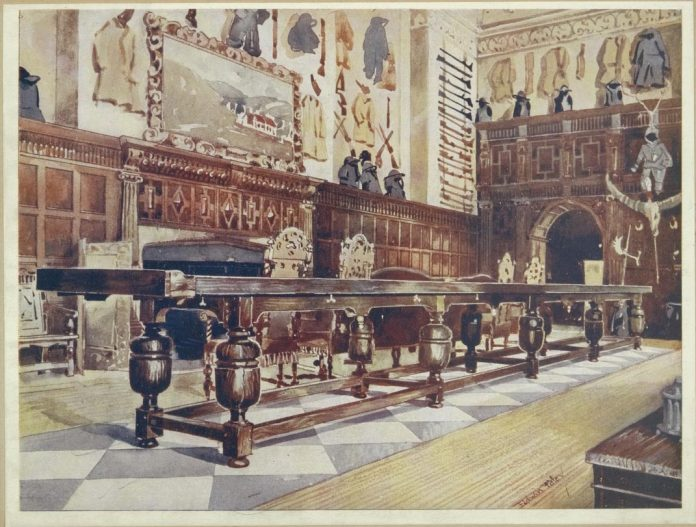
Mesa utilizada para jogar Shuffleboard em uma mansão na Inglaterra no século XV

Os primórdios do shuffleboard remontam ao século XV, na Inglaterra, durante o reinado de Henrique IV (1399-1413), quando moedas (chamadas de "groats") eram lançadas sobre as enormes mesas de castelos e mansões, com o objetivo de chegar o mais próximo possível da borda oposta, sem cair. Nessa época o jogo era conhecido como slide-groat ou shove-groat.
Alguns anos depois, o Rei Henrique VIII (1491-1547) chegou a proibir sua prática, pois seus arqueiros passavam muito tempo jogando em vez de treinar para as batalhas. Mais tarde, começou a se popularizar em tavernas e pubs, como uma descontração entre os clientes.
No século XIX, em busca de manter os passageiros entretidos durante as longas viagens, algumas linhas de cruzeiro começaram a oferecer algumas atividades esportivas no convés, entre elas o shuffleboard, quando passou a ser jogado, com discos e tacos de madeira. Surgia assim uma modalidade dissidente do shuffleboard jogado sobre mesas e, para diferencia-los, convencionou-se chamar o primeiro de "shuffleboard de mesa", enquanto o segundo apenas de "shuffleboard".
Em 1913, os donos do Lyndhurst Hotel, um pequeno hotel na cidade de Daytona Beach, Flórida, conheceram o jogo em um transatlântico e gostaram tanto que, ao retornarem à Flórida, resolveram improvisar o jogo na calçada em frente ao hotel, para o entretenimento dos hóspedes. A novidade fez tanto sucesso que, a partir daí, o shuffleboard se espalhou por várias cidades da Flórida e até em outros estados. Como não havia ainda uma entidade dirigente do esporte, as regras, assim como o formato e o tamanho da quadra podiam variar de acordo com o local.
Em 24 de janeiro de 1924, na cidade de São Petersburgo, Flórida, com apenas duas quadras construídas em uma praça, fundou-se o primeiro clube de shuffleboard dos Estados Unidos (e do mundo), o Mirror Lake Park Shuffleboard Club, que mais tarde passou a se chamar St. Petersburg Shuffleboard Club.
Em 1928 os membros do St. Petersburg Shuffleboard Club (ou simplesmente St Pete Shuffle) fundaram a Florida Shuffleboard Association e padronizaram as regras, o formato da quadra e os equipamentos. Ao longo dos anos, os tacos e discos foram se modernizando, mas as regras e o formato da quadra são praticamente os mesmos até hoje.
No auge da popularidade do esporte, em meados do século XX, a Flórida chegou a ter mais de 200 clubes e 75 mil jogadores. Só o St Pete Shuffle tinha mais de 100 quadras e 5 mil membros. Após passar por um período de baixa nas décadas de 1970 a 1990, o clube voltou a atrair pessoas em busca de lazer nos anos 2000, principalmente os jovens chamados hipsters. 

### Associação Brasileira de Shuffleboard
A Associação Brasileira de Shuffleboard, pessoa jurídica de direito privado, sem fins econômicos, foi fundada em Assembleia Geral em 1º de novembro de 1996, na cidade de Niterói, estado do Rio de Janeiro, com o principal objetivo de desenvolver a prática do shuffleboard em todo o país, além de representar o Brasil no cenário internacional, sendo filiada à International Shuffleboard Association.
Em 1997, a ABS formou sua primeira equipe para participar do Campeonato Mundial de Shuffleboard daquele ano, realizado na cidade de Hendersonville, Carolina do Norte, Estados Unidos. Desde então, o Brasil participou de quase todas as edições anuais do evento, inclusive desbancando as tradicionais potências do esporte, Estados Unidos e Canadá, em algumas edições. As melhores colocações brasileiras foram duas medalhas de prata, a primeira em 2016 por equipes em St. Cloud, Estados Unidos, e a segunda em 2017 no individual feminino em Niterói, Brasil. 

### International Shuffleboard Association
A International Shuffleboard Association (ISA) foi fundada em 10 de março de 1979, na Flórida, com o objetivo desenvolver o esporte internacionalmente, promovendo torneios mundiais e estimulando a formação de novas associações nacionais em outros países. A ISA organiza anualmente o Campeonato Mundial de Shuffleboard. O evento, que dura uma semana, teve sua primeira edição realizada em 1981, na cidade de Muskegon, estado de Michigan, nos Estados Unidos, e contou com a participação das 3 equipes fundadoras: Estados Unidos, Canadá e Japão. Atualmente, cerca de dez países participam dos Campeonatos Mundiais.

## Equipamentos

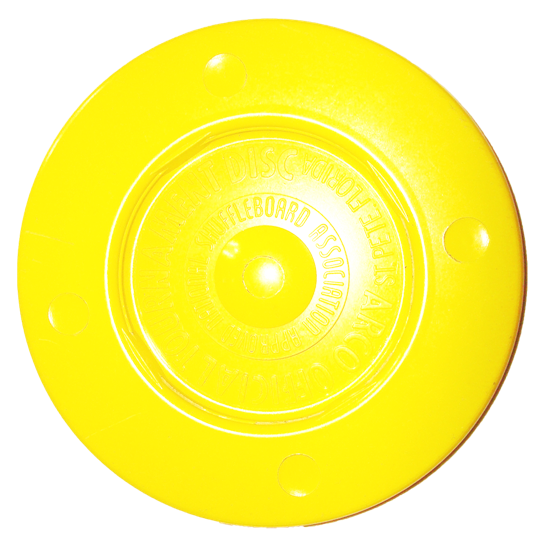
Disco de Shuffleboard

Numa partida, usam-se 8 discos, sendo 4 de cada cor (geralmente amarelos e pretos), com 15 cm de diâmetro, e 1 taco para cada jogador, medindo até 1,90 m de comprimento.

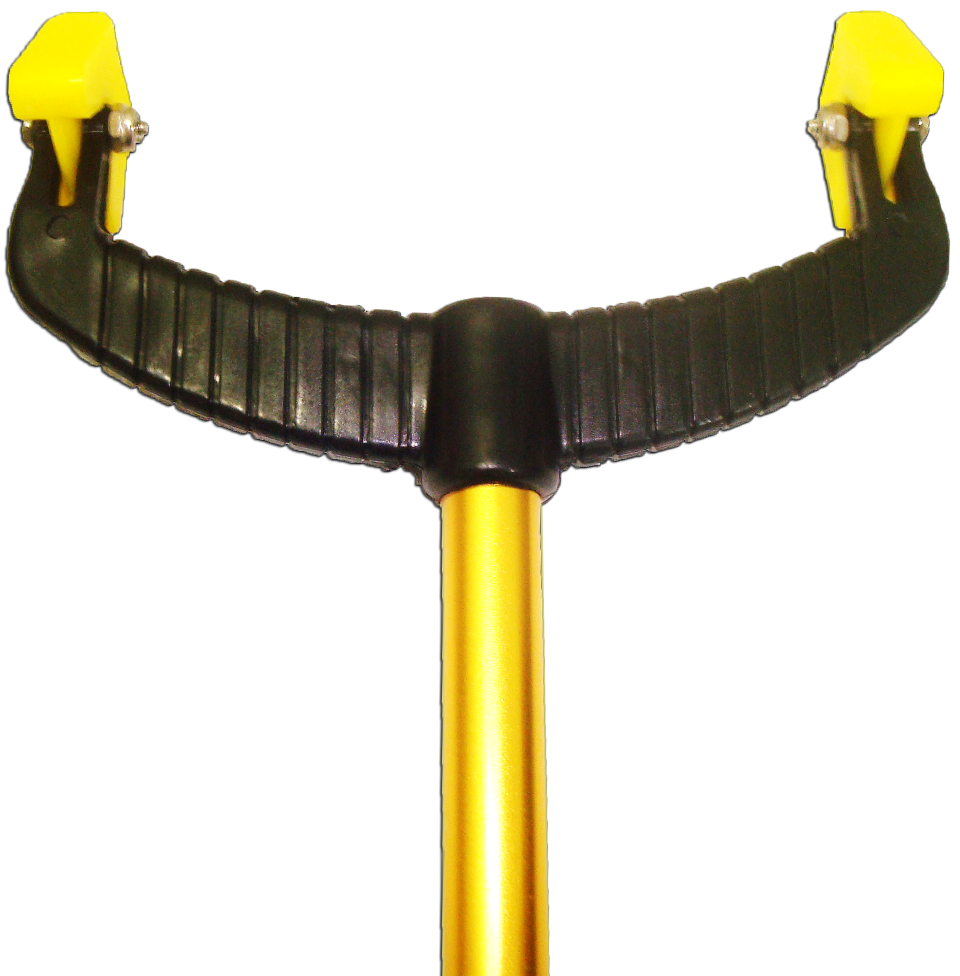
Taco de shuffleboard

### Dimensões da quadra (pista)
A unidade de medida oficial da quadra (ou pista) é "pé" (ft). O comprimento total de uma quadra é de 51 pés, equivalente a aproximadamente 16 metros, já considerando a área de de recuo atrás de cada triângulo, de onde os jogadores lançam os discos.
A largura da quadra mede 6 pés (aproximadamente 2 metros). Acrescentando um espaço de aproximadamente 1 pé em cada lateral da quadra (para os corredores), totaliza aproximadamente 2,50 metros de largura necessária.
Portanto, o espaço total necessário para construção ou montagem de uma pista móvel de shuffleboard é de 16m x 2,5m.

## O jogo
O objetivo do jogo é lançar seus discos (com o auxílio de um taco) para dentro da zona de pontuação (triângulo com subdivisões) situado no lado oposto da quadra. É permitido também retirar ou dificultar os pontos do adversário. Ao final da partida, vence quem somar mais pontos. 
ATENÇÃO: Para que um disco seja considerado válido (e marque os pontos) é preciso estar inteiramente dentro da área de pontuação (10, 8, 7 ou -10). Se parar sobre alguma linha, mesmo que por apenas meio milímetro, o disco não pontua, com exceção das duas linhas oblíquas ao centro da área do -10, pois estas servem apenas para separar as áreas de lançamento de cada jogador.
Para decidir previamente a cor dor discos com que cada jogador começar, joga-se (pode ser por acordo ou sorteio). O jogador que começar com os discos amarelos lançará o primeiro disco do jogo. Em seguida, o seu adversário lança seu disco (preto), e assim sucessivamente. Após os 8 discos serem lançados (final de uma rodada) é somada a pontuação de cada jogador e anotada no placar. Então os jogadores devem reposicionar os discos na área de lançamento (zona do -10) e iniciar a segunda rodada, sendo que desta vez, o jogador dos discos pretos lançará o primeiro disco.
Uma partida completa consiste em 16 rodadas e dura cerca de 1h15, porém pode-se combinar partidas mais rápidas (de 4, 8 ou 12 rodadas por exemplo), sendo que após metade da partida, os jogadores trocam de lado, passando assim a jogar com os discos da outra cor até o fim do jogo.
Há também a modalidade de disputa em duplas, onde a sua pontuação é somada com a do jogador do lado oposto da quadra que está jogando com a mesma cor dos discos. Há ainda a Dupla Brasileira, na qual as duas duplas jogam do mesmo lado da quadra. Nessa modalidade, cada jogador da dupla lança 2 discos em cada rodada, alternando com seu parceiro e com a dupla adversária.

## Campeonatos mundiais

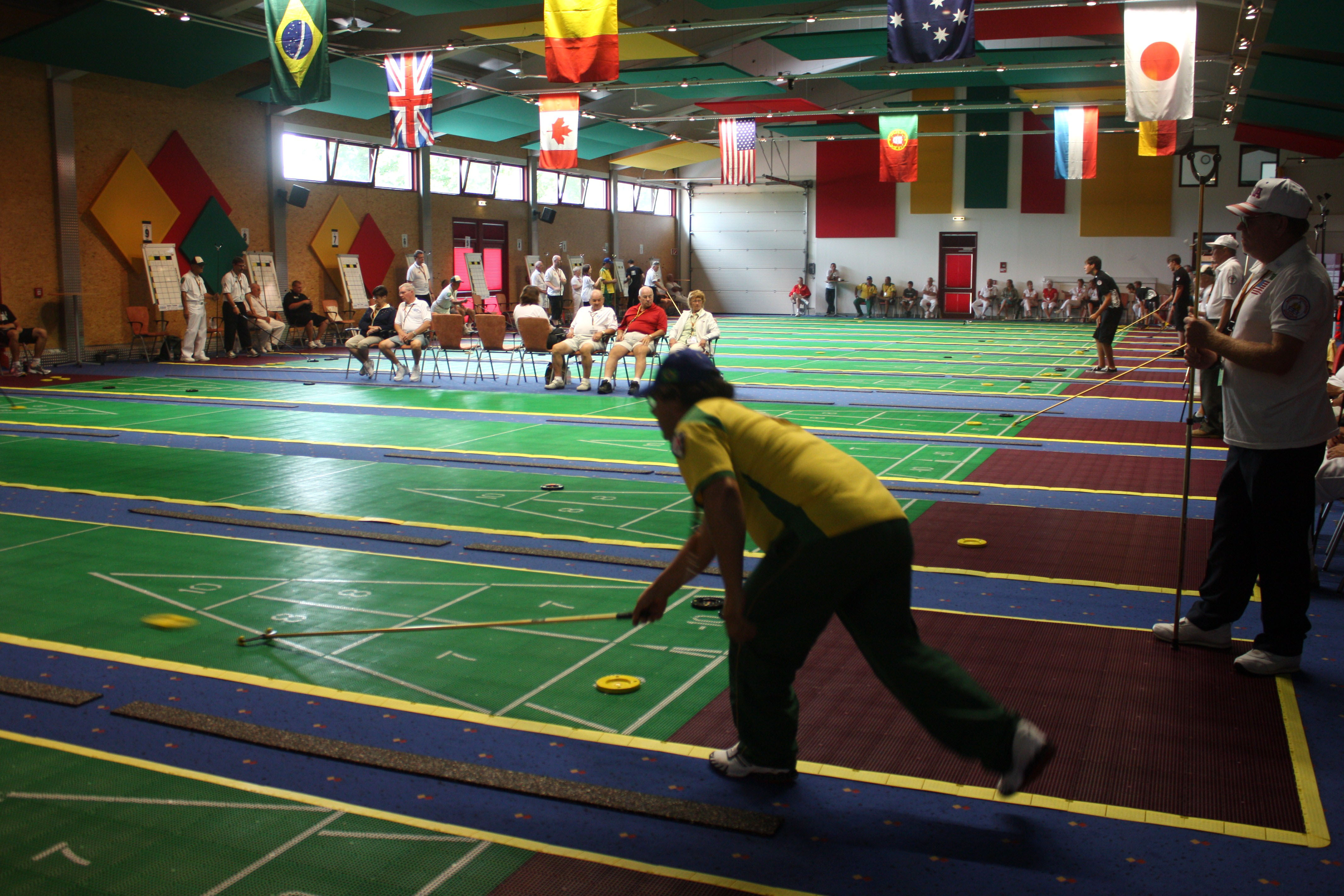
Campeonato Mundial 2010, em Hohenroda, na Alemanha

A primeira edição do Campeonato Mundial de Shuffleboard foi realizada nos Estados Unidos, na cidade de Muskegon, em 1981, e contou com a participação de 3 equipes: Estados Unidos, Canadá e Japão. A primeira participação de jogadores da Austrália em um campeonato mundial foi em 1991. Os brasileiros estrearam em 1997, já os alemães em 2006 e os noruegueses em 2011. Em 2015 foi a vez do Reino Unido, e em 2017 a Áustria.

De 1981 a 2008, o Mundial foi disputado somente na modalidade por equipes (por nacionalidade), então a partir de 2009 o Campeonato Mundial passou a ser disputado também na modalidade individual, a cada 2 anos (em anos ímpares), intercalando com a modalidade por equipes, em anos pares. Em 2024, foi definido que o Mundial seria disputado não mais por Equipes, mas sim Duplas, em uma versão reduzida, onde cada país poderá enviar apenas 2 duplas, intercalando com a modalidade individual.

### Lista com todos os Mundiais
| Ano  | Cidade-sede                                              | Modalidade |
| ---- | -------------------------------------------------------- | ---------- |
| 1981 | Muskegon, Michigan, Estados Unidos                       | Equipe     |
| 1982 | Laguna Hills, Califórnia, Estados Unidos                 | Equipe     |
| 1983 | St Petersburg, Flórida, Estados Unidos                   | Equipe     |
| 1984 | Mesa, Arizona, Estados Unidos                            | Equipe     |
| 1985 | Ocean City, Nova Jersey, Estados Unidos                  | Equipe     |
| 1986 | San Benito, Texas, Estados Unidos                        | Equipe     |
| 1987 | Hemet, Califórnia, Estados Unidos                        | Equipe     |
| 1988 | Yokohama, Kanagawa, Japão                                | Equipe     |
| 1989 | Clearwater, Flórida, Estados Unidos                      | Equipe     |
| 1990 | Lindsay, Ontário, Canadá                                 | Equipe     |
| 1991 | Mesa, Arizona, Estados Unidos                            | Equipe     |
| 1992 | Clearwater, Flórida, Estados Unidos                      | Equipe     |
| 1993 | Las Vegas, Nevada, Estados Unidos                        | Equipe     |
| 1994 | Edmonton, Alberta, Canadá                                | Equipe     |
| 1995 | Lakeside, Ohio, Estados Unidos                           | Equipe     |
| 1996 | Laguna Hills, Califórnia, Estados Unidos                 | Equipe     |
| 1997 | Hendersonville, Carolina do Norte, Estados Unidos        | Equipe     |
| 1998 | Goderich, Ontário, Canadá                                | Equipe     |
| 1999 | Yokohama, Kanagawa, Japão                                | Equipe     |
| 2000 | Hemet, Califórnia, Estados Unidos                        | Equipe     |
| 2001 | Gold Coast, Queensland, Austrália                        | Equipe     |
| 2002 | Clearwater, Flórida, Estados Unidos                      | Equipe     |
| 2003 | Cancelado                                                | -------    |
| 2004 | Mesa, Arizona, Estados Unidos                            | Equipe     |
| 2005 | Niterói, Rio de Janeiro, Brasil                          | Equipe     |
| 2006 | Lakeside, Ohio, Estados Unidos                           | Equipe     |
| 2007 | Midland, Ontário, Canadá                                 | Equipe     |
| 2008 | Gold Coast, Queensland, Austrália                        | Equipe     |
| 2009 | Zephyrhills, Flórida, Estados Unidos                     | Individual |
| 2010 | Hohenroda, Hessen, Alemanha                              | Equipe     |
| 2011 | Dieppe, Nova Brunswick, Canadá                           | Individual |
| 2012 | Seattle, Washington, Estados Unidos                      | Equipe     |
| 2013 | Saint Petersburg, Flórida, Estados Unidos                | Individual |
| 2014 | Midland, Ontário, Canadá                                 | Equipe     |
| 2015 | Clearwater, Flórida, Estados Unidos                      | Individual |
| 2016 | Saint Cloud, Flórida, Estados Unidos                     | Equipe     |
| 2017 | Niterói, Rio de Janeiro, Brasil                          | Individual |
| 2018 | High River, Alberta, Canadá                              | Equipe     |
| 2019 | Viena, Áustria                                           | Individual |
| 2020 | Gold Coast, Queensland, Austrália (CANCELADO - PANDEMIA) | Equipe     |
| 2021 | San Benito, Texas, Estados Unidos (CANCELADO - PANDEMIA) | Individual |
| 2022 | Ingersoll, Ontário, Canadá                               | Equipe     |
| 2023 | Saint Petersburg, Flórida, Estados Unidos                | Individual |
| 2024 | San Benito, Texas, Estados Unidos                        | Individual |
| 2025 | Hohenroda, Hessen, Alemanha                              | Individual |